# Guerra de Broma

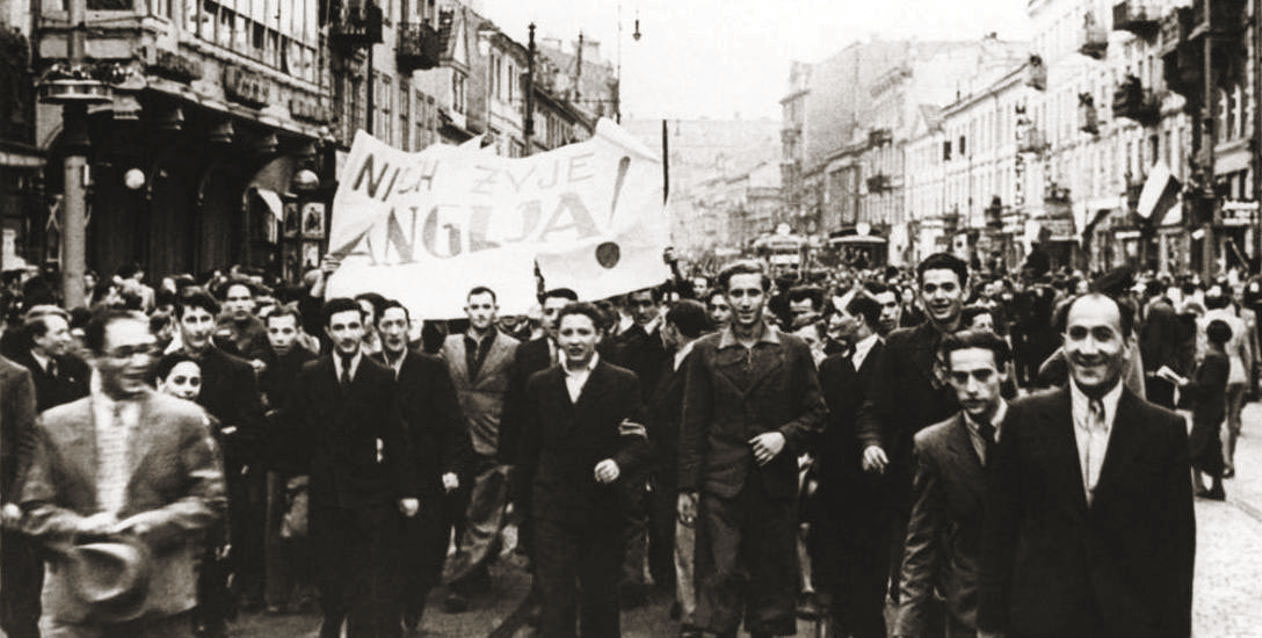
Ciutadans de Varsòvia es manifesten a favor de la declaració de guerra britànica a l'Alemanya nazi al costat de l'ambaixada britànica a Varsòvia

La Guerra de Broma és un període de l'inici de la Segona Guerra Mundial, immediatament posterior a la declaració de guerra contra Alemanya, que estigué marcat per la manca d'operacions a gran escala en el front occidental. Fou anomenada també Twillight War (per Winston Churchill), Bore War ('guerra avorrida', un joc de paraules amb les Guerres Bòer), Sitzkrieg ('guerra asseguda', un joc de paraules amb la Blitzkrieg) o drôle de guerre (en francès, 'guerra divertida o curiosa'). El terme Phoney War ('guerra falsa') fou utilitzat per primer cop pel senador estatunidenc William Borah.

## Antecedents
El dia 3 de setembre de 1939, Gran Bretanya i França van declarar la guerra a Alemanya a causa de la invasió de Polònia.

## Guerra de Broma
Després de la caiguda de Polònia i durant tot l'hivern de 1939-1940, Gran Bretanya, França i els altres països aliats van continuar en guerra amb Alemanya, però no es van registrar combats importants en el front occidental, excepte algunes escaramusses en la frontera francoalemanya fins a la batalla de França.
L'única activitat en va ser l'inici de la Segona Batalla de l'Atlàntic. La intenció de Hitler era atacar immediatament en el front occidental, però els seus comandants van recomanar retardar la invasió, mitjançant els neutrals Països Baixos per evitar la línia Maginot i el cru hivern que es preveia, i aprofitar per a analitzar els resultats de les accions de combat durant la campanya de Polònia. Des del nord de França, es prepararien les bases per a la futura invasió del Regne Unit.
Els aliats també preveien la invasió a través dels Països Baixos, i van concentrar les tropes franceses i angleses al voltant dels rius Mosa, Dijle i el canal Albert, però mal proveïts de comandament i comunicacions, cosa que al final els duria a la derrota.
El dia 10 de gener de 1940, Hitler va donar l'ordre d'atacar en menys d'una setmana, però un avió que duia els plans per a la invasió va haver d'aterrar a Bèlgica, i tot i que l'oficial de la Luftwaffe i el pilot van cremar l'avió, es va decidir no arriscar l'operació i posposar-la fins a la primavera, i centrar-se en la invasió de Noruega.